# Coleraine FC
Coleraine Football Club je severoirský fotbalový klub z města Coleraine. Založen byl roku 1927. Jednou vyhrál 1. severoirskou ligu (1973/74) a pětkrát severoirský fotbalový pohár (1964/65, 1971/72, 1974/75, 1976/77, 2002/03).